# Ио/Джанс
Ио/Джанс (англ. Io/Jansz) — крупное газовое месторождение на северо-западе Австралии, в 200 км от города Дампир. Открыто в апреле 2000 года.
Месторождение занимает площадь около 766 кв. миль. Суммарный интервал газоносности имеет мощность 396 м. Оценочное бурение проводилось на глубине более 3 тысяч метров.
Продуктивный пласт находится в юрских отложениях.
Геологические запасы газа оцениваются в 1,5 трлн м³, извлекаемые запасы природного газа — в 566 млрд м³.
Оператором месторождения является ExxonMobil (50 %), также в проекте участвует ChevronTexaco (50 %).